# Ружанское кладбище
Ружанское кладбище — православное кладбище в Слониме, одно из старейших в городе.

## История
В 1596 году в Бресте была заключена религиозная уния между православной церковью Великого княжества и католической церковью. Сформировалось новое течение христианства — униатство, к которому присоединились православные священники Слонима, а Ружанское кладбище стало местом захоронения униатов. И оставались такими до момента унии с православием в 1839 году.
Также на кладбище похоронено много польских солдат времен Второй Речи Посполитой. В 1995 году глава Слонимского отделения Союза поляков Леонарда Раковская пригласила добровольцев из Польши для уборки польской части кладбища. На приглашение откликнулись люблинские поляки-студенты (биолог, филолог, историки). Также были и местные добровольцы численностью 51 человек, но в основном это были пожилые люди. В течение 20 дней они убирали кладбище.[значимость факта?]
В августе 1942 года на Ружанском кладбище торжественно похоронили ополченцев БКА. Осенью того же года была увековечена их память с участием многих здешних руководителей.

## Похороненные на кладбище
- Станислав Бельский (умер в 1923 г.) — доктор медицины[1] .
- Антон Карницкий (1912—1944) — белорусский живописец, автор портретов, натюрмортов и тематических картин.
- Василий Матвеевич Розанцов (1827—1901) — полковник Устюжского полка, командир Ярославского пехотного полка[1] .
- Христофор-Лаврентий-Доминик Татур (1811[2] —1876) — слонимский уездный предводитель, отец Генриха Татура[3][4].